# Tana kommun
Tana kommun (norska: Tana kommune, nordsamiska: Deanu gielda, kvänska: Tenon dahje, Taanan komuuni) är en kommun i Finnmark fylke i norra Norge. Tätorten Tana bru utgör kommunens centralort.
Kommunen ingår i förvaltningsområdet för samiska språk.

## Administrativ historik
Tana kommun bildades 1864 när Lebesby kommun delades. 1914 delades Tana och Gamviks och Berlevågs kommuner bildades.
Kommunens nuvarande gränser är från 1964 då Polmaks kommun (som då hade cirka 1 000 invånare) inkorporerades.
1992 fick Tana kommun sitt officiella samiska namn, Deanu gielda.

## Geografi
Den högsta punkten i kommunen är Rastegaissa, 1 067 meter högt. Genom kommunen rinner Tana älv. I kommunen finns sjöarna Geassájávri, Nissojávri och Sundvatnet.

## Näringsliv
Befolkningen livnär sig på jordbruk, renskötsel, bergsbruk och serviceverksamhet.
I Polmak och vid Utsjoki kyrkoby (Samelandsbron vid Europaväg 75) finns gränsövergångar till Finland. Särskilt vid gränsövergången från Polmak till Nuorgam är gränshandeln omfattande.
I Nuorgam finns förutom det finska alkoholmonopolets butik Alko bland annat dagligvarubutiker och byggvaruaffärer, vilka utövar stor dragningskraft på befolkningen också på norska sidan av gränsen. Nuorgam ligger bara 25 kilometer från Tana bru.

## Kultur
I Tana kommun finns Tana museum i en byggnad från 1790-talet. Museet behandlar Tanadalens kultur, inte minst laxfisket.

## Orter

### Tätorter
I Tana kommun finns en tätort:
- Tana bru (centralort)

### Övriga orter
Förutom centralorten och enda tätorten Tana bru finns de små samhällena Sirma, Polmak, Skiippagurra, Seida, Rustefjelbma, Vestertana och Austertana. I Sirbmá (Sirma) finns Sirma kyrka (Sirbmá kapell).

## Socknar
Inom Norska kyrkan motsvaras Tana kommun av Tana socken i Indre Finnmarks prosteri i Nord-Hålogalands stift.

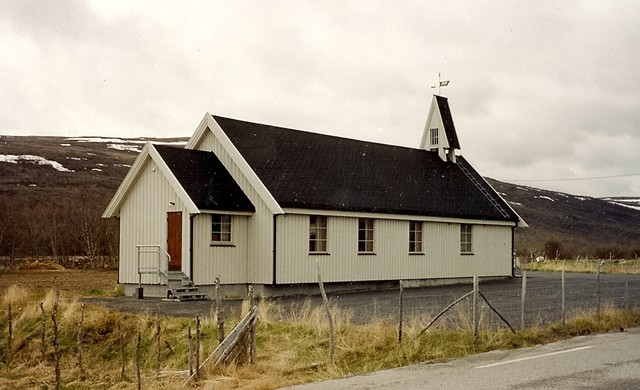
Sirma kyrka (Sirbmá kapell).